# Фридрих Бото фон Щолберг-Росла
Фридрих Бото фон Щолберг-Росла (на немски; * 13 май 1714, Росла, Харц; † 8 март 1768, Росла, Саксония-Анхалт) е наследствен граф и наследник на Щолберг-Росла в Харц.

## Произход и управление
Той е най-големият син на граф Йост Кристиан фон Щолберг-Росла (1676 – 1739) и първата му съпруга съпруга графиня Емилия/Амелия Августа фон Щолберг-Гедерн (1687 – 1730), по-голяма сестра на Кристиан Ернст фон Щолберг-Вернигероде (1691 – 1771), дъщеря на граф Лудвиг Кристиан фон Щолберг-Гедерн (1652 – 1710) и графиня Кристина фон Мекленбург-Гюстров (1663 – 1749).
На 17 юни 1739 г. той наследява баща си в управлението и трябва да признае ръководството на графството от Курфюрство Саксония.

## Фамилия
Фридрих Бото фон Щолберг-Росла се жени на 21 ноември 1746 г. в Остерщайн при Гера за графиня София Хенриета Доротея Ройс-Гера (* 13 юни 1723, Гера; † 27 август 1789, Гера), дъщеря на граф Хайнрих XXV Ройс-Гера (1681 – 1748) и пфалцграфиня София Мария фон Биркенфелд-Гелнхаузен (1702 – 1761). Те имат 6 деца:
- Хайнрих Кристиан Фридрих фон Щолберг-Росла (* 18 август 1747, Росла; † 20 януари 1810), отказва се 1778 г., неженен
- Йохан Вилхелм Кристоф фон Щолберг-Росла (* 11 юли 1748, Росла; † 6 февруари 1826, Росла), неженен
- Карл Бото (* 19 юли 1749, Росла; † 12 юли 1751, Росла)
- Фридрих Густав (* 13 ноември 1750, Росла; † 19 март 1751, Росла)
- Лудвиг Мориц (* 5 май 1752, Росла; † 10 април 1781, Ортенберг), неженен
- София Августа (* 11 юни 1754, Росла; † 3 март 1776, Дрезден), омъжена в Гера на 27 ноември 1769 г. за граф Готхелф Адолф фон Хойм († 22 април 1783, Дройсиг)